# Machaya
Genre
Machaya est un genre d'insectes lépidoptères de la famille des Riodinidae.

## Dénomination
Le nom Machaya leur a été donné par Jason Piers Wilton Hall et Keith Richard Willmott (d) en 1995.

## Liste d'espèces
Selon BioLib (2 janvier 2021) :
- Machaya aenigmatica Rodríguez, Salazar & Constantino, 2010
- Machaya obstinata Hall & Willmott, 1995 ; présent dans l'Est de l'Équateur
- Machaya watkinsi (D’Abrera, 1994)